# Liste antiker Ortsnamen und geographischer Bezeichnungen/It
| Lateinischer Name  | Griechischer Name | Beschreibung                          | Heute                                                          | Quellen und Verweise | Lage                |
| ------------------ | ----------------- | ------------------------------------- | -------------------------------------------------------------- | -------------------- | ------------------- |
| Italia             | Ἰταλία (Italia)   | Italienische Halbinsel                | Italien                                                        | Smith;               |                     |
| Italica            |                   | Stadt in Hispanien                    | in Santiponce, etwa 10 km nördlich von Sevilla am Guadalquivir |                      |                     |
| Italica            |                   | siehe Corfinium                       |                                                                |                      |                     |
| Itanum             |                   |                                       |                                                                | Smith;               |                     |
| Itanus             |                   |                                       |                                                                | Smith;               |                     |
| Itargus            |                   |                                       |                                                                | Smith;               |                     |
| Ithaca             | Ἰθάκη (Ithakē)    | Insel vor der Westküste Griechenlands | Ithaka                                                         | Smith;               |                     |
| Ithacesiae Insulae |                   |                                       |                                                                | Smith;               |                     |
| Ithome             | Ἰθώμη (Ithōmē)    | Stadt in Thessalien                   | Ithomi im Regionalbezirk Karditsa in Griechenland              | Smith (1);           |                     |
| Ithome             | Ἰθώμη (Ithōmē)    | Berg und Bergfestung in Messenien     | Berg Voulkanou bei Mavromati auf der Peloponnes                | Smith (1);           |                     |
| Ithoria            |                   |                                       |                                                                | Smith;               |                     |
| Itium Promontorium |                   |                                       |                                                                | Smith;               |                     |
| Itius Portus       |                   | Hafen bei Cap Gris-Nez                | Wissant                                                        | Smith;               |                     |
| Iton, Itonus       | Ἴτων (Itōn)       | Stadt in der Phthiotis in Thessalien  | möglicherweise die Fundstätte Zerelia bei Platanos             | Smith;               | 39° 8′ N, 22° 44′ O |
| Itucci             |                   |                                       |                                                                | Smith;               |                     |
| Itucci             |                   |                                       |                                                                | Smith;               |                     |
| Ituna              |                   |                                       |                                                                | Smith;               |                     |
| Ituraea            |                   |                                       |                                                                | Smith;               |                     |
| Iturissa           |                   |                                       |                                                                | Smith;               |                     |
| Ityca              |                   |                                       |                                                                | Smith;               |                     |
| Itys               |                   |                                       |                                                                | Smith;               |                     |